# Dagmar Roth-Behrendt
Dagmar Roth-Behrendt (ur. 21 lutego 1953 we Frankfurcie nad Menem) – niemiecka polityk i prawniczka, posłanka do Parlamentu Europejskiego III, IV, V, VI i VII kadencji.

## Życiorys
Ukończyła studia prawnicze na Uniwersytecie w Marburgu. W 1977 i 1979 zdała państwowe egzaminy prawnicze I i II stopnia. Praktykowała jako adwokat, pracowała też w urzędzie burmistrza Berlina.
Od 1985 zasiadała w radzie berlińskiej dzielnicy Spandau. W 1989 z listy Socjaldemokratycznej Partii Niemiec uzyskała mandat deputowanej do Parlamentu Europejskiego. W wyborach w 1994, 1999, 2004 i 2009 z powodzeniem ubiegała się o reelekcję. W 1997 przewodniczyła tymczasowej komisji śledczej ds. BSE. W latach 2004–2007 pełniła funkcję wiceprzewodniczącej Europarlamentu, ponownie powołano ją na to stanowisko w 2009.